# Club Atlético General San Martín
El Club Atlético General San Martín es un club argentino de fútbol fundado en 1913 en la ciudad de San Martín, cabecera del partido homónimo que se encuentra en el Gran Buenos Aires. Este club en sus primeras décadas logró jugar algunas temporadas en la Primera División de Argentina, la máxima categoría del fútbol argentino.

## Historia
El club fue fundado el 15 de octubre de 1913. Tuvo su cancha en la calle Mitre, en la esquina con Balcarce, en la ciudad de San Martín.

### Afiliación
Se afilió a la Asociación Argentina de Football y en 1918 debutó en Segunda División, donde triunfó en la mitad de sus partidos pero no logró superar la sección 3 de la Zona Norte.

### Ascenso a División Intermedia
En el torneo de 1919 su rendimientó disminuyó, perdiendo la mayoría de sus partidos, y no pudo superar la sección 2 de la Zona Norte. Sin embargo, mientras se disputaba el torneo, la Asociación sufrió un nuevo cisma; por lo que resolvió, ante la desafiliación de clubes de las distintas divisiones, promover al equipo a la División Intermedia.
En el torneo de 1920 tuvo un flojo rendimiento, finalizando penúltimo en la Zona Norte, por encima de Bristol. En el torneo de 1921 tampoco logró superar la Zona Norte.
En el torneo de 1922 mejoró su desempeño, pero finalizo segundo en la Zona Norte a 9 puntos de Villa Urquiza, que obtuvo el ascenso a Primera División. En el torneo de 1923 mantuvo su buen rendimiento, pero no logró el ascenso, que fue exclusivo para el campeón.

### Paso por la Asociación Amateurs
Para 1924, el club se desafilia de la Asociación Argentina y se afilia a la Asociación Amateurs de Football, siendo asignado a la División Intermedia. En su participación, su rendimiento no cambió y finalizó sexto, por encima de Villa Ballester y Sportivo del Norte.

### Fusión y llegada a Primera División
El pasó a Primera División se dio por una resolución institucional a finales de 1924. El 4 de diciembre, el club concreta su fusión con Villa Urquiza, club que había ascendido a la máxima categoría de la Asociación Argentina para 1923, por lo que General San Martín se reincorpora a la asociación oficial.
Adoptando inicialmente el nombre de Villa Urquiza, hizo su debut en la máxima categoría el 5 de abril de 1925 cayendo por 1 a 0 en su visita a Huracán. Su primer triunfo llegó una semana después, al vencer por 1 a 0 en su visita a Del Plata. El 13 de septiembre se enfrenta por primera vez a uno de los cinco grandes: a Boca Juniors, en su antiguo estadio, que se había ausentado del campeonato por la gira realizada por Europa. Sorpresivamente, la visita abrió el marcador con el gol de Casambón al primer minuto de juego; pero a los 25 minutos llegó el empate definitivo. El triunfo por 3 a 1 sobre Universal una semana despues fue el último bajo ésta denominación.
Para el 4 de octubre enfrenta a Colegiales con su actual denominación y vence por 1 a 0. El 10 de octubre hizo su debut en la Copa de Competencia Jockey Club, donde venció por 2 a 0 a Chacarita Juniors; pero el día 25 quedó eliminado en Cuartos de final al caer por 2 a 0 ante Temperley. Por el torneo, cerró su participación el 8 de noviembre con una abrupta derrota por 7 a 0 ante Temperley, partido que terminó suspendido a los 65 minutos. El 15 de enero de 1926 obtiene los puntos ante Argentinos Juniors y finaliza el torneo en el octavo puesto.

### Descenso a Primera División B
En el torneo de 1926 tuvo un flojo inicio con solo un triunfo ante Progresista, por no presentarse, en los primeros once encuentros. El repunte del equipo se dió a partir de la fecha 18, triunfando por 3 a 0 ante Porteño el 26 de septiembre.
El 3 de octubre hizo su debut en la Copa Estímulo, cayendo por 2 a 1 ante Universal. A pesar del repunte en el concurso con el triunfo ante San Fernando y el empate ante Balcarse, equipo animador del campeonato, terminó eliminado al caer sorpresivamente por 3 a 1 ante Porteño, que venía último en el torneo y a quien había vencido un mes atras.
En noviembre se continuó con la disputa del campeonato, donde el equipo continuó su buena racha triunfando ante Argentino de Quilmes y Boca Alumni, conseguidos los días 7 y 21, respectivamente, siendo estos sus últimos triunfos en Primera División conseguidos en el campo de juego.
Dos días después, se hacía oficial la unificación de las asociaciones en la nueva Asociación Amateurs Argentina de Football. En el texto del Laudo, emitido por el Presidente de la Nacion, Marcelo T. de Alvear, en su condición de árbitro elegido por las ex-asociaciones, se resolvió la constitución de la Primera División A con 29 equipos, entre los que no estaba el club. Durante diciembre, en medio de un desalentador descenso administrativo, el equipo perdió los puntos ante Palermo y obtuvo los puntos ante Huracán, en su último triunfo oficial. Finalmente se despidió de la máxima categoría el 17 de enero de 1927 cayendo por 3 a 0 ante Boca Juniors. En la Asamblea del 24 de febrero, se hizo efectivo el descenso luego de que se resolviera la constitución de la Primera División B, donde fue incluido el equipo.
El 20 de marzo hizo su debut en la Primera División B, venciendo por 4 a 2 a Universal. Luego de un moderado rendimiento, concursó el torneo sin riesgo a descender, luego de que estos fueran anulados al principio del mismo; y finalizó en el décimo puesto.

### El retorno a Primera División
Luego de un flojo torneo en 1928, el equipo presentó mejorías de cara a los torneos de 1929 y 1930. Sin embargo, en el torneo de 1931 tuvo una nueva decaida, finalizando en el decimotercer puesto.
En el torneo de 1932, afectado por el retiro de participantes, el equipo volvió a mejorar, logrando el triunfo en la mayoría de sus partidos y finalizando en el quinto lugar a 11 puntos del campeón y con tres partidos sin disputarse.
El 5 de marzo de 1933 dió inicio el Concurso de Eliminación de Primera División B, que otorgaba cuatro ascensos a Primera División. Por el Grupo 1, el club inició el concurso igualando 1 a 1 ante Palermo, para luego vencer por 1 a 0 a Progresista y caer por 2 a 0 ante Balcarce. El 2 de abril se disputó la última fecha, donde el equipo se enfrentaba a Gutenberg en la necesidad de ganar para igualar posiciones con el equipo platense. Finalmente, el partido fue suspendido cuando iba ganando por 2 a 0 y se dió por finalizado. A raíz de esto, el club solicitó la disputa del desempate, que terminó siendo rechazada en un principio por el Consejo Directivo, declarando ganador a Gutenberg. Sin embargo, la minoría del Consejo apeló ante el Honorable Jurado, generando un conflicto administrativo que culminó en la Asamblea Extraordinaria del 29 de septiembre, cuando ya habían iniciado los campeonatos, cuando se resolvió el ascenso de ambos clubes a la Primera División de 1934.

### La desafiliación
El 15 de abril de 1934 inició el torneo de Primera Division, con un buen inicio para el equipo al triunfar por 2 a 1 ante el último campeón, Dock Sud. Su mejor resultado se dió en la fecha 3 al vencer por 6 a 0 a Palermo. Luego de un rendimiento mas moderado durante el torneo, logró cerrar el torneo con cinco triunfos consecutivos. El 28 de octubre venció por 4 a 1 a Gutenberg, en lo que fue su último partido en Primera. El 3 de noviembre, la Asociación y la Liga Argentina se unificaron en la Asociación del Football Argentino, y en el Pacto de Fusión se estableció que los equipos de la Primera División de la ex-Asociación fueran relegados a la nueva Segunda División. Sin embargo, debido a que el club formó parte de los clubes ascendidos a Primera desde 1933, fue relegado a Tercera División.
En su último torneo en el fútbol argentino, disputó la Zona Norte, donde cayó en la mayoría de los encuentros y finalizó penúltimo. En la Asamblea del 11 de marzo de 1936, el Consejo Directivo resolvió la desafiliación del club.

### Actualidad
Actualmente se alejó del fútbol y se dedica más a otras prácticas y deportes como gimnasio, cross, padel, taekwondo, gimnasia artística, acrobacia en tela, danza afrocontemporanea, danza árabe, chikung, pilates y yoga.

## Datos del club

### Temporadas
- Temporadas en Primera División: 3 (1925, 1926, 1934)
- Temporadas en segunda categoría: 11
  - Temporadas en División Intermedia: 5 (1920-1924)
  - Temporadas en Primera División B: 6 (1927-1932)
- Temporadas en tercera categoría: 3
  - Temporadas en Segunda División: 2 (1918-1919)
  - Temporadas en Tercera División: 1 (1935)

- Participaciones en Copa de Competencia Jockey Club: 2 (1925, 1931)
- Participaciones en Copa Estímulo: 1 (1926)

### Cronología por año
| Temp. | Div. | Clubes | Pos. | Pts. | PJ | PG | PE | PP | GF | GC | DG | Copa | Otras copas |
| ----- | ---- | ------ | ---- | ---- | -- | -- | -- | -- | -- | -- | -- | ---- | ----------- |
| 1918  | 2D   | 71     | 5º   | 12   | 14 | 5  | 2  | 7  | 14 | 20 | -6 | —    | —           |
| 1919  | 2D   | 48     | 4º   | 8    | 12 | 3  | 2  | 7  |    |    |    | —    | —           |
| 1920  | DI   | 30     | 7º   | 7    | 16 | 2  | 3  | 11 |    |    |    | —    | —           |
| 1921  | DI   | 22     |      |      |    |    |    |    |    |    |    | —    | —           |
| 1922  | DI   | 24     | 2º   | 20   | 16 | 9  | 2  | 5  |    |    |    | —    | —           |
| 1923  | DI   |        |      | 29   | 17 | 13 | 3  | 1  |    |    |    | —    | —           |
| 1924  | DI   | 19     | 6º   | 12   | 14 | 4  | 4  | 6  | 13 | 18 | -5 | —    | —           |

### Cronología de equipos alternativos

#### Reservas
Cronología de los equipos de reserva y alternativos en categorías de la Asociación Argentina de Football:
| Temp. | Div. | Clubes | Pos. | Pts. | PJ | PG | PE | PP | GF | GC | DG | Copa | Otras copas |
| ----- | ---- | ------ | ---- | ---- | -- | -- | -- | -- | -- | -- | -- | ---- | ----------- |
| 1920  | DI   | 30     | 8º   | 2    | 16 | 1  | 0  | 15 |    |    |    | —    | —           |
| 1920  | 3D   | 49     | 6º   | 2    | 12 | 0  | 2  | 10 |    |    |    | —    | —           |
| 1924  | DI   | 19     | 8º   | 3    | 14 | 1  | 1  | 12 | 3  | 11 | -8 | —    | —           |
| 1924  | 3D   | 38     | 2º   | 21   | 12 | 10 | 1  | 1  | 25 | 9  | 16 | —    | —           |

#### Juveniles
Cronología de los equipos juveniles en categorías de la Asociación Argentina de Football:
| Temp. | Div. | Clubes | Pos. | Pts | PJ | PG | PE | PP | GF | GC | DG | Copa | Otras copas |
| ----- | ---- | ------ | ---- | --- | -- | -- | -- | -- | -- | -- | -- | ---- | ----------- |
| 1919  | 4D   | 53     | 4º   | 10  | 14 | 5  | 0  | 9  |    |    |    | —    | —           |